# Kashiwa Daisuke
Kashiwa Daisuke (Hiroshima, ...) è un compositore e chitarrista giapponese.
Iniziò la sua carriera come compositore e chitarrista della band postrock Yodaka nel 2001.
Ispirato dai suoni psichedelici e postrock della band e da Maurizio Bianchi, intraprende un progetto solista nel 2004.

## Biografia
Come solista, crea non solo musica acustica, ma anche elettronica, ambient e d'atmosfera, fondendo una varietà di strumenti classici, campionamenti vocali e beats elettronici.
Con un adeguato apporto di musica ambient, tutto l'insieme costituisce una squisita esperienza sonora.
Nel maggio 2005, la sua prima traccia ufficiale “Travelaroundstars”, coperta dalla voce della lettura di Francoise Cactus, cantante degli Stereo Total, viene registrata per la colonna sonora del libro “Des Ne'vroses Pour La Saint Valentin”.
Nel 2006 viene pubblicato il suo primo album, April.#02, seguito nel 2007 da April.#07, un album contenente remix di Dj Olive Oil, Takeshi Nishimoto e Lem.
Il suo secondo album esce nel 2007. Program Music I, dalla durata complessiva di oltre un'ora, contiene due brani.

## Discografia

### Album
- 2006 - April.#02
- 2007 - Program Music I
- 2009 - 5 Dec.
- 2011 - 88

### Singoli ed EP
- 2006 - Deepblue

### Raccolte
- 2007 - April.#07